# Museu Nacional Arqueològic de Tarragona
El Museu Nacional Arqueològic de Tarragona (MNAT), creat a mitjan segle xix com a Museu Provincial, promou la recuperació, conservació, investigació i difusió del patrimoni de la ciutat romana de Tàrraco i de la seva àrea d'influència. A més del Museu Arqueològic, el MNAT gestiona el Museu i la necròpolis paleocristiana, la vil·la romana dels Munts (Altafulla) i la vil·la romana de Centcelles (Constantí), així com els monuments de l'Arc de Berà, la Torre dels Escipions i el teatre romà de Tarragona. Organitza activitats i ofereix serveis diversos com exposicions temporals, conferències, seminaris, tallers i activitats de reconstrucció històrica, edició de publicacions i realització de programes audiovisuals.
Des de l'any 2018, la seu principal a la plaça del Rei, es troba en fase de treballs de condicionament. Durant el tancament de l'edifici, el MNAT s'ha traslladat al Tinglado 4 del Port de Tarragona per continuar donant servei. L'exposició Tarraco/MNAT presenta una síntesi de la història de Tàrraco, amb una selecció excepcional del fons del museu.

## Història
El Museu Nacional Arqueològic de Tarragona es va formar durant la primera meitat del segle xix. El primer projecte és del 1940 i el que finalment es realitzà fou el de 1943. Ha estat des dels orígens el centre de recuperació i conservació del patrimoni arqueològic de Tarragona i de la seva àrea d'influència. Tot i que algunes de les peces de les col·leccions del museu són conegudes des dels segles xvi, xvii i xviii —o fins i tot d'èpoques anteriors— la major part dels fons van ser recuperats en els últims cent cinquanta anys, a conseqüència de la construcció del port nou i de l'extraordinari creixement urbanístic de la ciutat.
Després de la pèrdua o la dispersió de les primeres col·leccions de materials arqueològics, el precedent directe més antic és el «Museu d'Antiguitats» creat al si de l'Acadèmia de Dibuix —que depenia de la Societat Econòmica d'Amics del País— i endegat per Vicenç Roig Vicentó pels volts de 1834-1837. L'any 1845 aquest museu va passar a tenir caràcter públic arran del traspàs a la comissió provincial de monuments, organisme oficial constituït l'any 1844. El 1849 es van unir en un mateix local aquest museu i el que anava formant des de 1844 la Societat Arqueològica Tarraconense amb materials procedents en bona part dels treballs realitzats a la pedrera del port; l'any 1852 va aparèixer el primer catàleg del conjunt de peces exposades en aquest museu. Cal destacar, en la segona meitat del segle xix, la tasca de salvament i de recuperació portada a terme pel primer director del museu arqueològic, Bonaventura Hernández Sanahuja, reflectida en el segon catàleg publicat pel seu successor, Ángel del Arco y Molinero (1894).
Després de tot un seguit de problemes que van provocar tancaments intermitents, el museu es consolidà definitivament ocupant, durant més de cent anys, part de l'actual edifici de l'ajuntament a la plaça de la Font. El 1960 es traslladà a l'edifici que ocupa actualment, bastit de nova planta com a museu, sobre un llenç de la muralla romana. L'any 1982 la gestió del MNAT passà a dependre del Departament de Cultura de la Generalitat de Catalunya, a partir de l'aprovació de l'Estatut d'Autonomia i del traspàs de competències. Des de l'any 2003 el MNAT forma part, juntament amb el Museu d'Arqueologia de Catalunya, de l'Entitat Autònoma Museus d'Arqueologia, creada per a impulsar i coordinar les iniciatives vinculades amb la recerca, la conservació i la difusió del patrimoni arqueològic.
El primer director del museu fou Vicenç Roig i Basora (1762-1837), que va començar el «Museo de Antigüedades de Tarragona» pels volts de 1834-1836. Els últims directors han estat Francesc Tarrats Bou (n. 1951) des del 17 de setembre de 1979, Josep Maria Carreté Nadal (n. 1963) des del 18 de febrer de 1997, Francesc Tarrats Bou des de l'1 d'octubre de 1999, Pilar Sada Castillo (n. 1954) des del 29 de febrer de 2004 i, per última vegada, Francesc Tarrats Bou des del 28 d'abril de 2006 fins al 31 de juliol de 2016. Temporalment va ocupar el càrrec l'arqueòleg Xavier Llovera. A principi de 2017 Mònica Borrell Giró, anterior directora del Museu de Gavà, va prendre el relleu.

## Centres
L'edifici central, on hi ha l'exposició permanent, és un Bé Cultural d'Interès Nacional. És un edifici emblemàtic tant per l'immoble com també pel contingut de la col·lecció. Les façanes exteriors amb pedra escairada que s'integren perfectament amb la resta d'habitatges de la zona com també amb les restes de la muralla romana, donat que va ser dissenyat per les peces que hi ha l'interior es veu una harmonia entre les sales i la col·lecció les restes romanes. Cal destacar la il·luminació zenital d'algunes sales com també del gran nombre de finestrals. Situat damunt d'un turó que domina el mar, el valor d'aquesta obra consisteix en la perfecta integració amb el voltant, ja que per construir-lo es va utilitzar pedra de la pedrera del Mèdol de característiques iguals que la muralla romana, que li serveix de base. Té planta baixa i dos pisos, a més d'un soterrani que correspon a la planta baixa del passeig de Sant Antoni, a causa del desnivell del terreny. Té una doble cornisa que redueix considerablement l'alçada real i la part frontal. Elements neoclàssics i obertures funcionals per a obtenir el màxim d'il·luminació natural al museu.

### Exposició permanent
El Museu Nacional Arqueològic de Tarragona és el més antic de Catalunya en aquesta especialitat. El 1960 es traslladà a l'edifici que ocupa actualment, edificat de nova planta com a museu, amb la particularitat que al subsòl es conservava un fragment del llenç de la muralla, que es va conservar in situ.
Al llarg dels anys transcorreguts des de la inauguració, el museu va anar incorporant canvis puntuals per tal d'adaptar-se a les noves necessitats, però fou el 1993, amb motiu de la celebració del xiv Congrés Internacional d'Arqueologia Clàssica a Tarragona, quan el Museu va ser objecte d'una sèrie d'obres de reforma, tant des del punt de vista estructural com museogràfic. El museu mostra en les col·leccions una clara vocació romanista. La importància històrica i monumental de la ciutat de Tàrraco i la problemàtica arqueològica urbana que comporta el jaciment han orientat els esforços investigadors del museu cap a aquesta època històrica.
Els materials procedeixen bàsicament dels treballs d'urbanització, privats i públics, de les troballes casuals i de les aportacions particulars, si més no fins a la tercera dècada del segle xx. Aquesta tendència canviarà substancialment a partir de les excavacions metòdiques que Joan Serra i Vilaró portarà a terme al Fòrum de la Colònia i a la Necròpolis Paleocristiana (1926-1933). Després d'un petit lapsus provocat per la Guerra Civil i la immediata postguerra, la ciutat va créixer ràpidament —i de forma poc controlada— durant els anys cinquanta i, sobretot, durant els seixanta i bona part dels setanta: això va fer que les troballes casuals tornessin a ser majoritàries, llevat d'algunes intervencions en zones molt concretes de l'Amfiteatre, vil·la romana de Centcelles, «Torre de Pilats», vil·la romana dels Munts, plaça d'en Rovellat, etc.
Des de 1978 i, especialment, des de la creació del Servei d'Arqueologia de la Generalitat (1981), les intervencions arqueològiques —programades o d'urgència— són gairebé l'única font d'ingrés del museu, amb un augment molt considerable de dipòsits procedents d'excavacions de la mateixa ciutat, dels principals monuments i d'altres zones d'interès de la ciutat i de la rodalia (Teatre, Casa del Mar, Circ, Parc de la Ciutat, Amfiteatre, carrer d'en Vila-roma, carrer de Pere Martell, etc.). El museu ha esdevingut, així, el centre de conservació i difusió d'uns testimonis materials que il·lustren el procés de romanització de la península Ibèrica i que, en definitiva, fan comprendre les formes de vida d'aquest període.

### Necròpolis Paleocristiana
La necròpolis paleocristiana de Tarragona és un conjunt funerari d'època tardoromana de mitjans del segle iii dC ubicat fora del nucli urbà, prop del riu Francolí, que perdura fins al segle v. Fou descoberta l'any 1923 durant els treballs de fonamentació per bastir una fàbrica. Forma part del Conjunt arqueològic de Tàrraco, declarat Patrimoni de la Humanitat per la UNESCO. L'àrea de cementiri compta amb unes 2.051 tombes que abracen des del segle iii fins al període visigòtic i configura l'àrea funerària tardoromana a cel obert més important de l'Occident romà. El recinte de la Necròpolis està format per una zona excavada a l'aire lliure (protegida per una estructura metàl·lica), l'edifici del museu, unes criptes funeràries i una zona de jardins amb sarcòfags exposats al públic. Actualment la Necròpolis Paleocristiana de Tarragona està situada en l'espai que delimiten l'avinguda de Ramón y Cajal, l'avinguda de la Independència, la Fàbrica de Tabacs i l'avinguda del Cardenal Vidal i Barraquer.

### Vil·la romana dels Munts
La vil·la romana dels Munts està ubicada al municipi d'Altafulla, a 12 quilòmetres de Tarragona, sobre un petit turó a la vora de la platja. La vil·la dels Munts mostra una zona residencial romana luxosa del segle ii dC a Tàrraco. Fou un important nucli residencial, amb rics elements decoratius, que ha servit als historiadors per documentar com era la residència d'un alt càrrec de l'administració de Tàrraco. Els elements que s'han recuperat a través de les excavacions ens demostren la magnitud del complex agricultor. La riquesa de les estàtues, pintures, paviments, mosaics i columnes de marbre no han deixat cap dubte sobre el luxe d'aquesta zona residencial romana. Aquesta opulència cal relacionar-la amb Caius Valerius Avitus, un dels dos duumviri (una mena d'alcaldes) de Tàrraco durant el segle ii dC. En Caius abans havia manat Augustòbriga (a Sòria) i a Tàrraco es va construir una vila de dues plantes immensa, amb jardins, termes i rics mosaics a la primera planta. Al pis de sobre, pràcticament desaparegut, hi havia un pòrtic amb vista al mar.

### Vil·la romana de Centcelles
La vil·la romana de Centcelles està ubicada a l'actual terme municipal de Constantí, a 6 quilòmetres de Tarragona, molt a prop del riu Francolí. És un dels monuments romans conservats més importants dels Països Catalans i de la península Ibèrica, principalment pels seus mosaics. El lloc fou ocupat per una gran vil·la de l'alt imperi, completament refeta durant el segle iv dC; a aquesta segona fase pertanyen unes termes romanes. L'edifici fou aprofitat durant l'època medieval com a capella dedicada a sant Bartomeu i després com a casa de pagès fins al 1958. La importància de l'edifici rau en una de les estances principals de la vil·la, espai que durant molts anys s'ha pensat que fou habilitat, a mitjans del segle iv, com a mausoleu. La cúpula presenta un revestiment de mosaic amb escenes de cacera, representacions de l'Antic i del Nou Testament, de les quatre estacions i de personatges entronitzats. Una nova interpretació cronològica i funcional per a l'edifici tardoromà de Centcelles situa la construcció al voltant de l'any 420 dC i la relaciona amb el praetorium del comes Hispaniarum Asterius i el seu exèrcit a Tarraco durant la preparació d'una important campanya militar contra els autòoctons que ocupaven gran part de la península Ibèrica. És, en conjunt, un monument clau de l'arquitectura paleocristiana. Durant els primers mesos del 2012 va estar tancat per manca de personal.

### Arc de Berà
L'Arc de Berà (sovint escrit incorrectament Arc de Barà) és un arc de triomf situat a uns 20 km al nord de la ciutat de Tarragona, prop de Roda de Berà. L'arc està situat sobre el traçat del que fou la via Augusta, actualment sobre la carretera N-340. Fou erigit per disposició testamentària de Luci Licini Sura entre el 15 i el 5 aC i dedicat a l'emperador August. D'una sola obertura, està construït amb carreus de pedra local, amb vuit pilastres estriades, rematades per capitells corintis, que sostenen un entaulament amb una inscripció al·lusiva a la construcció. Se suposa que fou dedicat a August o al seu geni i que serví per marcar els límits territorials que depenien de Tàrraco.

### Torre dels Escipions
La Torre dels Escipions és un monument funerari en forma de torre construït a la primera meitat del segle i dC al costat de la Via Augusta, a uns 6 km al nord-est de Tàrraco, a la vora de la carretera N-340, al nord de Tarragona. Està format per tres cossos superposats i a la façana de l'intermedi presenta dues figures d'Atis —divinitat oriental funerària— que sostenen una inscripció. Una errònia identificació de les figures amb els germans Escipions és l'origen del nom tradicional.

### Teatre romà
El Teatre romà de Tarragona és un teatre romà construït en època d'August, en les proximitats del Fòrum de la Colònia i de la zona portuària de Tàrraco, actual Tarragona. Per a contruir-la, els romans van aprofitar el fort desnivell del terreny on es recolzà parcialment la graderia. Malgrat haver estat objecte d'importants destruccions en el decurs del segle xx, conserva restes la graderia (cavea), l'hemicicle situat al peu de la graderia (orchestra) i l'espai destinat a les representacions teatrals (scaena).

### Serveis centrals
Es tracta d'un edifici bastit a l'extrem nord-oriental del conjunt de la Necròpolis Paleocristiana, que constitueix el nucli central dels serveis del Museu Nacional Arqueològic de Tarragona, on es troben la biblioteca, l'arxiu documental i fotogràfic i els serveis tècnics i administratius del museu, així com espais per al treball d'investigació.
Ocupa una superfície de 310 m² i consta de cinc plantes, amb una superfície total edificada de 1.600 m². Les dues plantes inferiors estan ocupades pels magatzems. La planta tercera, al nivell de l'avinguda de Ramón y Cajal és on hi ha l'entrada i la biblioteca. La quarta planta alberga els serveis tècnics i administratius del museu. Finalment, el pis superior compta amb uns tallers per a la restauració i per al treball d'investigació.
La biblioteca, originada al final del segle xix per a ús intern del museu, a partir dels anys 30 del segle passat comença a definir-se com un servei públic, desenvolupant-se a partir dels anys 40 fins a l'actualitat, moment en què dona servei tant al personal del museu com a la comunitat investigadora i al públic en general, gestionant una important col·lecció dels àmbits temàtics propers al museu, com ara l'arqueologia clàssica, la història antiga, la història de l'art i la museologia.

#### Recerca
El museu actua en la recerca centrada en els àmbits relacionats —directament o indirecta— amb la temàtica i l'espai territorial: Tarraco i l'ager Tarraconensis,des dels antecedents de la cultura ibèrica (segles vi-v aC) fins a la fi del període visigòtic (segles vii-viii dC). Aquest eix preferencial s'integra, però, en el marc general de la història d'Hispània i de la Mediterrània en època romana.